# Wilhelm Bauer (Heimatforscher, 1924)
Wilhelm Bauer (* 17. November 1924 in Sinsheim an der Elsenz; † 7. Februar 2013 ebenda) war ein deutscher Heimatforscher.

## Biografie
Nach einer Buchbinderlehre leistete Bauer von 1942 bis 1945 Kriegsdienst. Nach dem Krieg war er zunächst in der Landwirtschaft tätig, dann im Verlagswesen. 1949 heiratete er seine Frau Maria. Bis 1952 war er Vermessungsgehilfe, danach in einem Emaillierwerk tätig. 1954/55 schulte er zum Vermessungstechniker um. Im Flurbereinigungsamt Sinsheim war er bis zu seinem Ruhestand als Vermessungstechniker tätig.
Insbesondere durch die Veröffentlichung von 16 Ausgaben seiner Sinsheimer Hefte mit insgesamt über 2500 Seiten, mit vielen Bildern, Urkunden, Dokumenten, Plänen, Karten und Statistiken über die Sinsheimer Stadtgeschichte und einer ausführlichen Chronologie Sinsheims machte er sich einen Namen als regionaler Historiker. In heimatkundlichen Veröffentlichungen in den regionalen Zeitungen, Festschriften von Vereinen – insbesondere auch Hundert Jahre Sinsheimer Fohlenmarkt – übermittelte er historische Informationen. Bauer war Initiator der Ausstellungen 300. Jahrestag der Zerstörung Sinsheims 1689 (1989) und Geschichte der jüdischen Bürger im Raum Sinsheim (1988). In dreijähriger Arbeit von 1999 bis 2002 hat er an der Übertragung der evangelischen und katholischen Kirchenbücher Sinsheims von 1690 bis 1900 mit über 30.000 Einträgen gearbeitet. Ergebnis ist eine elektronische Datenbank mit allen relevanten Einträgen dieser Kirchenbücher. Er veranstaltete Führungen. Thema waren z. B. die Sinsheimer Mühlen, die Judenfriedhöfe Sinsheim und Waibstadt, der städtische Friedhof, die Grabmäler der Kirchen in Neidenstein und Hilsbach und die evangelische Kirche Sinsheim. Bauer veröffentlichte auch heiter-satirische zeitkritische Mundartgedichte.
1994 erhielt er die nach dem Dekan und Altertumsforscher Karl Wilhelmi benannte Karl-Wilhelmi-Ehrenmünze der Stadt Sinsheim, 1998 die Ehrennadel für Heimatpflege des Arbeitskreises Heimatpflege des Regierungsbezirks Karlsruhe, im Jahr 2005 das Ehrenbürgerrecht der Stadt Sinsheim und 2012 die Heimatmedaille des Landes Baden-Württemberg.
Am 7. Februar 2013 verstarb Wilhelm Bauer im Alter von 88 Jahren in seinem Geburtsort Sinsheim.
Die „Sinsheimer Hefte“ und viele seiner noch nicht veröffentlichten Geschichten werden von Rudolf Barg und Walter Hentschel sorgfältig digitalisiert, archiviert, überarbeitet und als Neuauflagen zu besonderen Anlässen in Sinsheim veröffentlicht.

## Veröffentlichungen

### Sinsheimer Hefte
- Band 1: Die Reichstags- und Bundestagsabgeordneten des Wahlkreises Sinsheim von 1871 bis 1990
- Band 2: Sinsheims Schultheißen, Bürgermeister und Stadtschreiber von 1400 bis 1990
- Band 3: Alt-Sinsheimer Geschichten
- Band 4: Die Landtagsabgeordneten des Wahlkreises Sinsheim von 1819 bis 1992
- Band 5: Rückblicke – von Straßen, Häusern und Menschen der badischen Amsstadt Sinsheim
- Band 6: Moderne Zeiten – Geschichten über Posthalterei, Eisenbahn, Elektrizitätswerk, Wasserleitung, Automobil und anderen Annehmlichkeiten
- Band 7: Skizzen einer badischen Kleinstadt
- Band 8: Zeugnisse Sinsheimer Kirchengeschichte
- Band 9: Sinsheimer Leben – Betrachtungen in Geschichten und Bildern
- Band 10: Die ehemalige jüdische Gemeinde von Sinsheim
- Band 11: Verwehte Spuren – Historisches über die Sinsheimer Volksschulen und Mühlen, und andere Geschichten
- Band 12: Sinsheim 1933–1945 – Versuch einer politischen Dokumentation
- Band 13: Sinsheim – Vom Frankendorf zur Großen Kreisstadt ~ Eine Chronologie
- Band 14: Sinsheim 1950–2010 – Eine Kleinstadt im Wandel
- Band 15: 3 Jahrhunderte Sinsheimer Gaststätten
- Band 16: Wer nicht wirbt der stirbt

Weitere nicht nummerierte Bände
- Verzeichnis der Opfer der Weltkriege
- Verzeichnis der Ehrenbürger der Stadt Sinsheim

- Literarische Schlachtplatte. Gedichte in Sinsheimer Mundart